# Eselsburger Tal

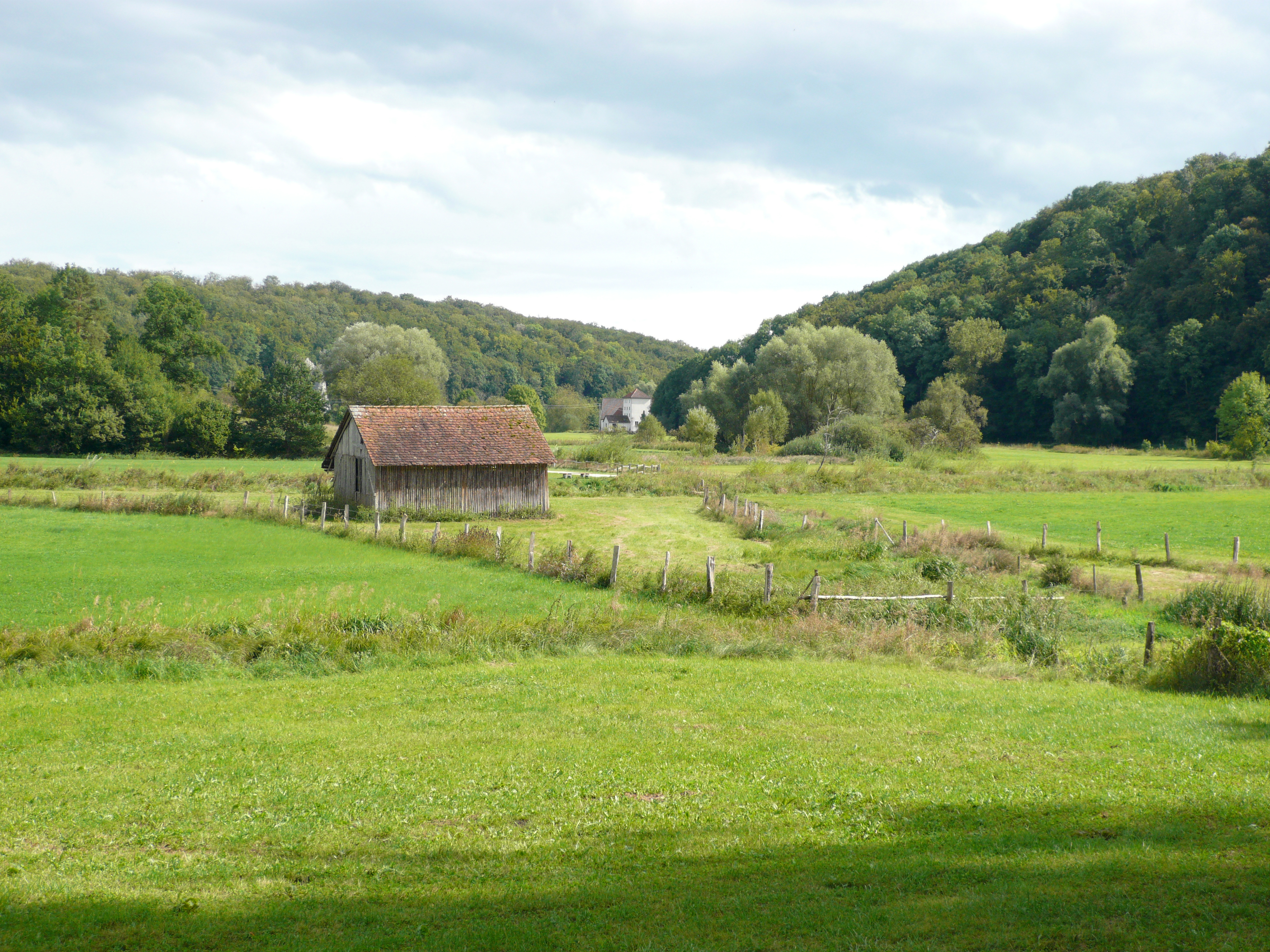
Im Eselsburger Tal

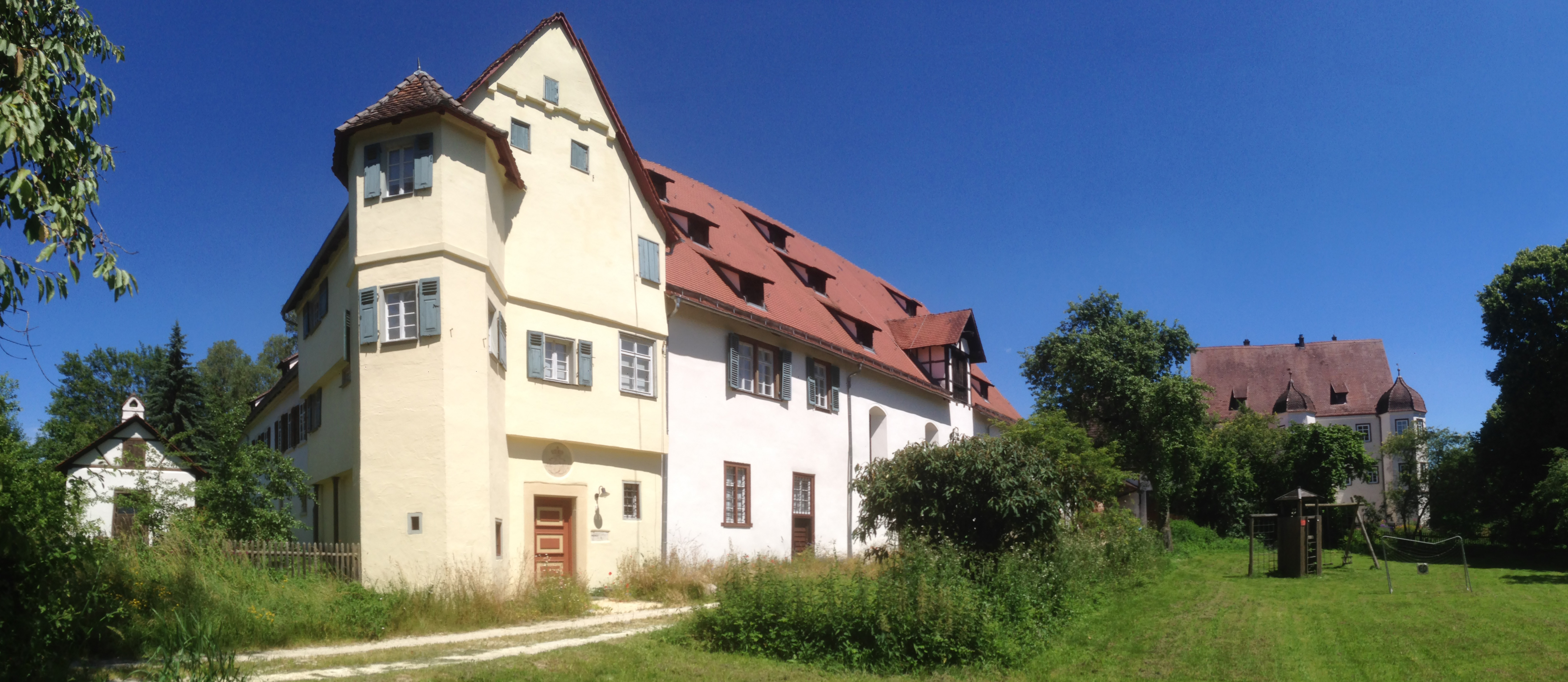
Das Kloster Anhausen an der Brenz am Eingang des Eselsburger Tales

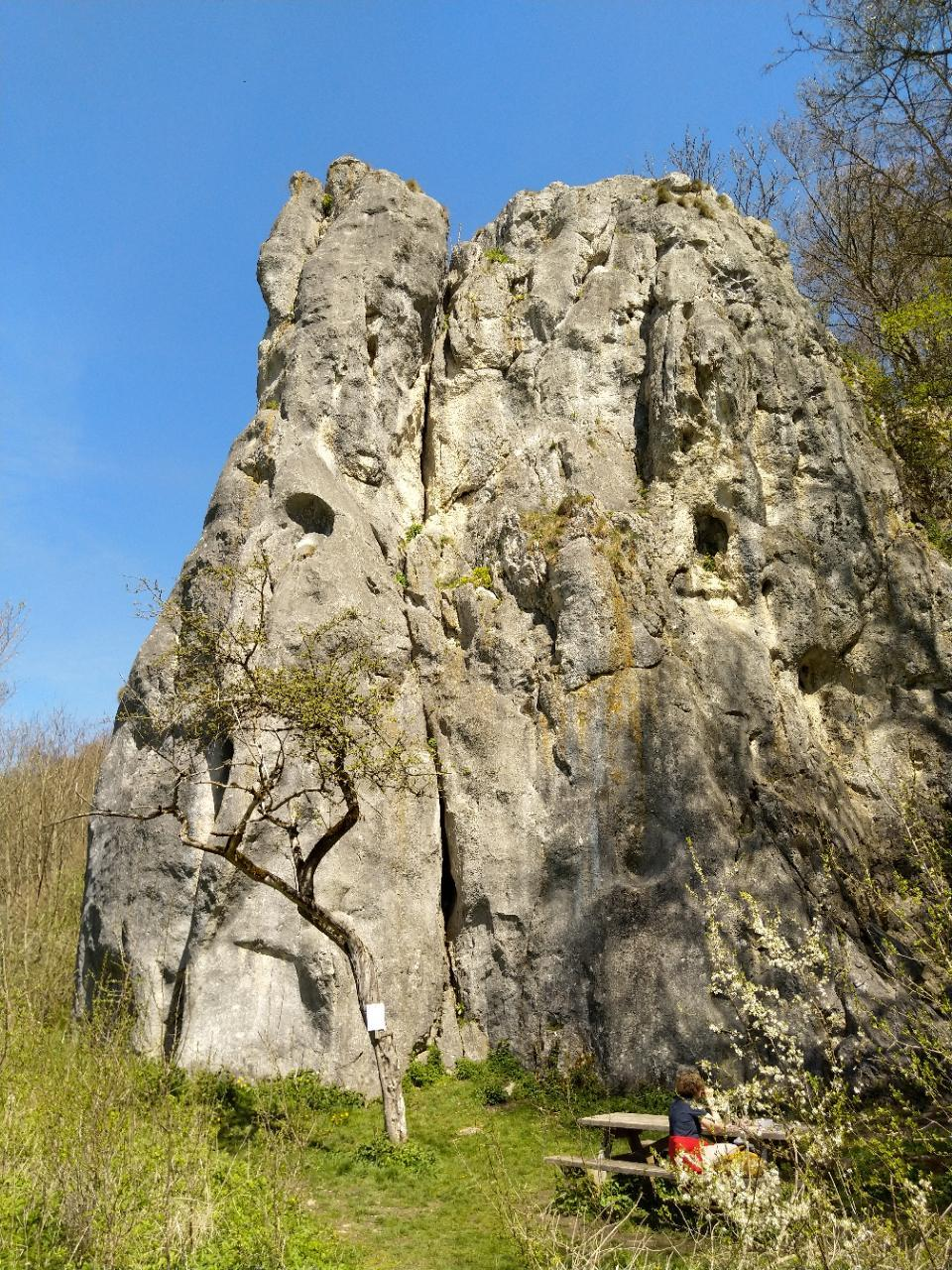
Der Fischerfelsen, auf dem einst die Burg Bindstein stand

Das Eselsburger Tal ist ein als Naturschutzgebiet geschützter Abschnitt des Brenztals bei Herbrechtingen im baden-württembergischen Landkreis Heidenheim in Deutschland im südöstlichen Teil der Schwäbischen Alb.

## Lage und Bedeutung

### Verlauf
Das Eselsburger Tal bildet einen Abschnitt der Brenz. Der Fluss strömt ab dem Kloster Anhausen in der Nähe von Herbrechtingen in einer Schleife des sich stark verengenden Tals um den Höhenzug "Buigen". Zunächst zieht die Brenz ab Anhausen etwa drei Kilometer in Richtung Süden und Südosten, vorbei an der abgegangenen Burg Bindstein und der Burg Falkenstein (Gemeinde Gerstetten), nach einer Kehre beim Ortsteil Eselsburg (Herbrechtingen) geht es Richtung Norden nach Herbrechtingen, wo die Brenz scharf nach Osten abbiegt. Das Eselsburger Tal ist vor allem für seine Naturschönheiten bekannt; die berühmteste darunter sind die „Steinernen Jungfrauen“. Am südlichsten Punkt des Tales liegt die Spitzbubenhöhle.

### Kulturlandschaft
Auch als Kulturlandschaft ist das Eselsburger Tal von Bedeutung:
- Die Spitzbubenhöhle lieferte ein Inventar an jungpaläolithischen Steinartefakten und belegt damit, dass das Tal bereits steinzeitlich besiedelt war. Auch Zeugnisse aus der Zeit der Urnenfelderkultur und der bandkeramischen Kulturstufe lagerten in der Höhle.
- In der Karolinger-Zeit wurde das Kloster Herbrechtingen gegründet.
- Das Kloster Anhausen an der Brenz wurde 1125 als Benediktinerabtei am Taleingang gegründet.
- Die Burg Bindstein, 1171 erstmals erwähnt, war vorübergehend ein Lehen Friedrich Barbarossas gewesen,[2] von der Burg Hürgerstein – 1399 erwähnt und bereits 1429 abgegangen gewesen – sind nur noch geringe Reste vorhanden und die ehemalige Burg Falkenstein war im 12. Jahrhundert erbaut worden.
- 1244 wird die Burg Eselsburg erstmals erwähnt. Sie war bis 1593 bewohnt und verfiel dann zu der heutigen Ruine.

## Schutzzweck
Schutzzweck ist die Erhaltung einer geologisch interessanten Brenztalschlinge mit einer Vielzahl wertvoller Lebensräume von Tier- und Pflanzenarten, dem Vorkommen vieler vom Aussterben bedrohter Arten und einem Massenvorkommen von geschützten Pflanzenarten. Hangwälder, Heideflächen, die Talaue der Brenz mit Feuchtgebieten und eine große Anzahl zum Teil überregional bekannter Felsbildungen geben dem Gebiet einen besonderen landschaftlichen Reiz.

## Zusammenhängende Schutzgebiete

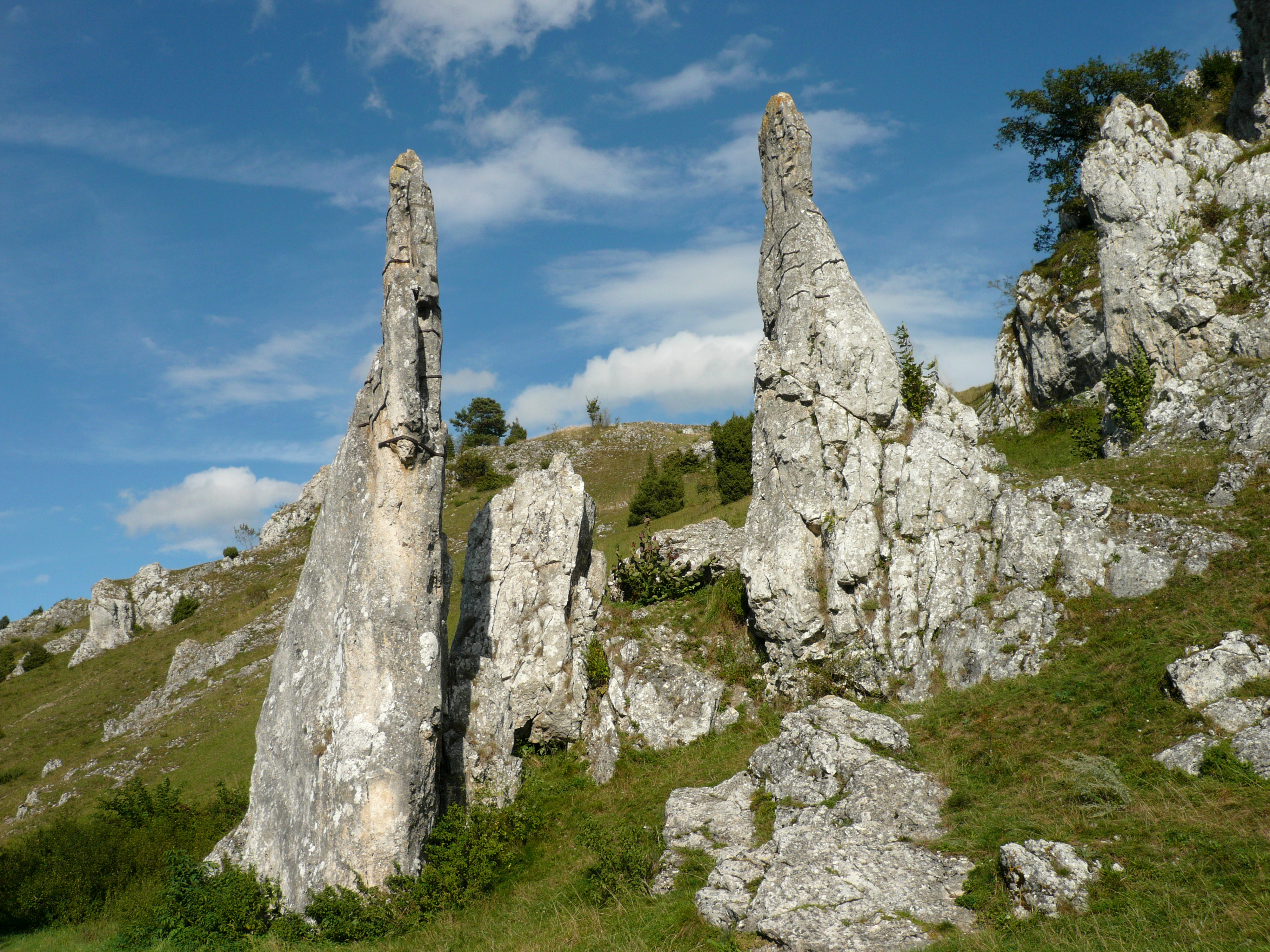
Steinerne Jungfrauen

Mit dem Naturschutzgebiet „Eselsburger Tal“ sind das FFH-Gebiet „Giengener Alb und Eselsburger Tal“ (7427-341), das Europäische Vogelschutzgebiet „Eselsburger Tal“ (7327-441), das Landschaftsschutzgebiet „Eselsburger Tal mit Buigen und angrenzenden Geländeteilen“ (1.35.038), der Bannwald „Buigen“ (100073) sowie der Schonwald „Eselsburger Tal“ (200367) als zusammenhängende Schutzgebiete ausgewiesen.
Das Tal ist Heimat von über 640 Blütenpflanzen und mehr als 80 Vogelarten.
Unter dem Namen Steinerne Jungfrauen im Eselsburger Tal ist ein Teil des Tales auch als geschütztes Geotop ausgewiesen und Teil des Geoparks Schwäbische Alb.

## Tourismus und Einschränkungen
Die touristische Straße der Staufer berührt das Eselsburger Tal. Diese Ferienstraße kann sowohl mit dem Auto, mit dem Fahrrad als auch zu Fuß bereist werden.

### Wandern
Der Main-Donau-Bodensee-Weg des Schwäbischen Albvereins durchzieht das Eselsburger Tal.

### Radfahren
Der Hohenlohe-Ostalb-Weg führt über 186 Kilometer als Radfernweg von Rothenburg ob der Tauber nach Ulm und wird entlang der Brenz durch das Eselsburger Tal geleitet. Ähnlich verläuft der Albtäler-Radweg im Eselsburger Tal. Der „Radwanderweg Brenztal“ durchmisst das Eselsburger Tal vollständig. Das Radfahren ist zum Schutz der Natur nur auf befestigten Wegen und im Wald auf mindestens zwei Metern Wegbreite erlaubt.

### Sportklettern
Das Eselsburger Tal zählt zu den wichtigsten touristischen Attraktionen der Schwäbischen Alb und bietet gute Sportklettermöglichkeiten sowie Bouldermöglichkeiten und gehört zu den interessanten Klettergebieten der Schwäbischen Alb. Routen sind in fast allen Schwierigkeitsgraden eingerichtet. In zahlreichen Veröffentlichungen sind diese Routen und die dazu freigegebenen Felsen beschrieben. Naturschutzbestimmungen beschränken den Kletterbetrieb an manchen Felsen auf bestimmte Monate im Jahr.

### Bootfahren und Baden
Während der Corona-Pandemie wurde die Verordnung zur Beschränkung des Gemeingebrauchs hinsichtlich Bootstourismus mit Wirkung zum 16. November 2021 vorläufig außer Kraft gesetzt. Die Regelungen sind im Einzelfall vor dem Besuch zu prüfen.
Der Grund der Verordnung war das Überhandnehmen des Bade- und Bootstourismus im Jahr 2020 zum Schutz der Flora und Fauna. Infolgedessen wurde die Nutzung durch das Landratsamt Heidenheim mithilfe der Verordnung zur Beschränkung des Gemeingebrauchs stark eingeschränkt. In der Hauptbrutzeit vom 1. April bis 15. Juli war die Brenz zwischen Bolheim (Sportanlage) und Herbrechtingen (Heimatmuseum) für Wasserfahrzeuge und das Baden gesperrt. Vom 16. Juli bis 30. September blieb die Nutzung von Samstag bis Sonntag gesperrt. Alt- und Nebenarme der Brenz blieben ganzjährig gesperrt. Die Ein- und Ausstiege waren nur noch an gekennzeichneten Stellen möglich.

### Sonstige Einschränkungen
Durch die Lage im Naturschutzgebiet und dessen Erhalt ergeben sich mehrere Einschränkungen der Nutzung. Unter anderem besteht ein Verbot für Drohnenflug, Leinenpflicht für Hunde, Verbot für Biwaks und Zelten, Feuer und Grillen nur in ausgewiesenen Bereichen und weitere Regelungen, die im Einzelfall vor dem Besuch zu prüfen sind.

## Sage
Eine Sage erklärt die Entstehung der „Steinernen Jungfrauen“ und die Entstehung der Ruine der Eselsburg folgendermaßen: „Auf der Eselsburg über dem Tal soll einmal ein Burgfräulein gelebt haben, dem alle Freier nicht gut genug waren. Das Burgfräulein wurde älter und die Freier blieben aus. Daraufhin hasste sie alle Männer. Ihr Hass ging so weit, dass sie ihren beiden Mägden den Umgang mit Männern verbot. Als diese jedoch einmal mit einem jungen Fischer auf den Eisteich hinausfuhren, sollen sie von der bösen Jungfer in die zwei ‚Steinernen Jungfrauen‘ verwandelt worden sein. Am selben Abend soll ein Blitz in die Eselsburg eingeschlagen haben. In dem von ihm entfachten Feuer sei die Jungfer verbrannt.“

## Trivia
Bundespräsident Karl Carstens, der im April 1981 bei einer seiner zahlreichen Wander-Etappen durch Deutschland das Tal durchquert hatte, bemerkte später, es sei eines der lieblichsten Täler auf seinen Wanderungen gewesen.